# みこすり半劇場
みこすり半劇場（みこすりはんげきじょう）
1. ぶんか社発行の4コマ誌（4コマ漫画専門雑誌）ならびに同誌掲載の漫画のタイトル。正式名称は「岩谷テンホーのみこすり半劇場」。以下で述べる。2013年の誌面リニューアルで、4コマの大半を排し、お色気漫画及び劇画専門誌となった。2014年4月で休刊。
2. 「東京スポーツ」（中京スポーツ／大阪スポーツ／九州スポーツ） に連載中のおなじく岩谷テンホーによる同名の4コマ漫画。最終面にカラーで掲載されている。1992年には実写版ビデオ映画がバップから発売され、2013年にはオリジナルアニメのDVDソフトがリバプールから発売される[1]。まがりひろあき監督、声の出演は置鮎龍太郎、小松由佳、田中一成、斉藤貴美子。

2013年の全面リニューアルまでは原則として月2回第2木曜日と第4木曜日に発売されていた（但し、地域によっては発売日が異なることがある）。「みこすり半」とは、早漏を意味する俗語であり、成人男性向けのお色気4コマ漫画を中心に掲載している、4コマ漫画誌としては異色の存在。月2回刊行もこの雑誌のみだった。お色気系ではあるが、下ネタで笑うために読まれる雑誌であって性描写により購読者の快楽を誘うことを目的とした雑誌ではないため、いわゆる「成人向け雑誌」には該当せず、書店などでも通常全年齢向けの一般雑誌の棚に置かれている。1990年にゴシップ系週刊誌であった「噂のエクスプレス」の増刊号として創刊され、1991年に独立した。2010年と2013年に大幅な誌面リニューアルを行い、後者ではお色気4コマ漫画専門誌の看板を下ろし、みやすのんきら1980年代～90年代に全盛期を誇った懐かしのお色気系ベテラン作家にを中心に揃えた、お色気漫画及び劇画誌となった。同時に月刊となり、毎月10日発売となる。
かつては「巨乳ちゃん」「新人ちゃん」と増刊も抱えていた。前者は実話投稿4コマ誌「本当にあった笑える話」となった。後者は4コマ漫画中心の「みこすり半劇場別館」となり、「ひとには、言えない。」（さんりようこ）がヒットしたが、2004年秋に休刊したが後に「主任がゆく!スペシャル」として2014年3月まで刊行していた。
また作品によっては単行本化されぬまま連載終了したものもあり、その中で後年同人誌として単行本化された作品もある。例としてー
*「みるくの時間」（笹野ちはる）※本誌を経て「別館」に移籍して連載。作者が主宰の同人誌サークル「chiharoom」から上下巻が刊行。
*「だって女だもんっ!」（高松弥生）※第1巻はぶんか社から刊行されているため、第2巻のみ作者が主宰の同人誌サークル「スタジオどろぼうねこ」から刊行。など
元メガデスのマーティ・フリードマンは、日本語を習得するために読み始めたのがきっかけで、次第にツボにはまって行き、読むために辞書を引いたりしたほど。「アメリカとかのエロセンスなんかとは違って知的だしね」と語っている。

## 主な内容
成人男性向け4コマまんがとお色気実話投稿を中心に扱っており、創刊以来一貫して下ネタ・お色気4コマを専門に取り扱っている（ただし、増刊号のみお色気一切なしの競馬漫画専門誌だった）。下ネタ・お色気作品以外にも芸能関係や不条理4コマ、末期に主流となる実話系4コマなども一部掲載されていたが、ファミリー向け作品を極力排除した誌面づくりという点で編集方針は一貫していた。同誌のヒットにより、以降数年間は競合他社も巻き込んで成人向け4コマ誌の創刊が相次いだが、程なくブームは下火となり、2010年代になると実話系を除いた純粋なお色気系4コマ誌を起源とする4コマ漫画誌としては唯一残る雑誌となっていた。
過去には「オマンコ」をそのままタイトルにした作品（著者はいのうえ雅晴）。や好色一家の日常を描いた「いい気なもんだぜ」（著者はあべこうじ）など、過激な内容のオリジナル（フィクション）作品が大半を占めていたが、2010年代になると作者自身の体験談及び読者投稿によるノンフィクション（実話系）4コマが約半数を占めるまでに増加しており、オリジナル作品においてもあからさまに卑猥なネタは当時よりも減少している傾向にあった。また、現在では一部に一般向け、または色気度の少ない4コマ漫画（「主任がゆく!」等）も掲載されるなどしており、時事ネタ企画などで作家を競作させることもある。
2010年に表紙・誌面ともリニューアルが図られ、岩谷テンホーの新連載開始・2本立て体制（傑作選と隔号で並行連載）となった。
2013年に全面リニューアルし、殆どの4コマ漫画を打ち切りもしくは同社他誌に移籍させ、1980年代～90年代に人気を誇ったエロ劇画作家（みやすのんき、村生ミオ、遊人）らを揃え、エロ劇画誌として再出発を図った。同時に月刊となり、毎月10日発売となる。2014年4月号をもってほとんどの連載漫画が終了に伴いウェブコミックサイトでの配信に移行し、2014年5月号をもってメイン漫画家である岩谷テンホーが東京スポーツに連載継続宣言を持って休刊した。

## 2013年8月現在連載されている主な作品
- みこすり半劇場（岩谷テンホー）
- みこすり半劇場プレイバック（岩谷テンホー、過去連載作品の再録）
- 本当にあったエッチな話（鈴木ぺんた、すみれいこ、チャールズ後藤他・毎号3人の競作）
- 巨乳母娘の淫らな結婚相談所▽（ハートマーク）（白虎丸）
- 桃香クリニックへようこそ（みやすのんき、ヤングジャンプ増刊漫革にて連載されていた同作品のリメイク）
- もう▽ぎりぎり（シナリオ：武田正敏　作画：フルヤヒロム、リイド社刊のリイドコミックに連載されていた作品の再録。▽はハートマーク）
- BODY ~1分16秒08~ （村生ミオ）
- ANGEL（遊人）
- ア・ソ・コ（葉月かずお）
- 花まるエブリディ（まるだっしゅ）
- アンチックロマンチック（シナリオ：坂本六有　作画：八月薫）

## 終了した漫画
- 極楽フェロモン（芳井一味、-2005年1月27日号／2号）
- 桜木さゆみのなぐさめてあげるッ（桜木さゆみ、-2005年2月24日号／4号）※本当にあった笑える話創刊に伴い同誌へ移籍
- イカしてソーロウ（笑太郎、-2005年3月24日号／6号）
- オヤジ搾り（とがしやすたか、-2005年5月26日号／10号）
- 灼熱のD企画（危過、-2005年9月8日号／17号）
- だって女だもんっ!（高松弥生、-2005年9月8日号／17号）※みこすり半劇場別館から移籍
- おっ立て茶柱一家!（畠山コンツェルン、-2005年9月8日号／17号）
- 本当はHなトリビア（宝蔵院達也、-2005年9月8日号／17号）
- ブラックニュースショー（いとう耐、-2005年9月8日号／17号）
- Cherry Brides（チャールズ後藤、-2005年9月8日号／17号）
- なんでもあり（どおくまんプロ、-2005年9月8日号／17号）
- 笑撃!!オフィス事件簿（すみれいこ、2005年9月22日号／18号-2006年6月22日号／12号）
- フルちん学生寮♡（宝蔵院達也、2005年9月22日号／18号-2006年10月12日号／19号）
  - フルちん学生寮♡ - マンガ図書館Z（外部リンク）
- ソームのリカちゃん（川本尚夜、2006年9月22日号／18号-2006年10月26日号／20号）
- ももかん－官能桃色観音－（荻野眞弓、-2006年11月9日号／21号）
- バツイチふりーたー真園瞳31歳（危過、2005年9月22日号／18号-2006年11月9日号／21号）
- 残尿感が止まらない（ザビエル山田、-2006年12月14日号／23号）
- 必殺乳舞人VS尻舞人（よしの〜ん、-2006年12月14日号／23号）
- セフレの りっちゃん（無制限寿）、-2007年月4号？日号／9号）
- 巨乳保育士高島みちこ（鈴木ぺんた）＝隔号掲載
- フーゾク★ハンター（ムラマツヒロキ）＝単行本「歌舞伎町ダンディ」
  - 歌舞伎町★ダンディ - マンガ図書館Z（※18禁）（外部リンク）
- となりの美咲さん（小本田絵舞）
- 桃色飯店おーもりいっちょー!!（チャールズ後藤）
- ふたりはラブラブ（畠山コンツェルン）
- つくしさん（やまぐちみゆき）[注釈 3]＝第3話まで隔号掲載
- だーす（浅沼ひろゆき）
- みほカジ（たかまつやよい）
- まりちゃんの靴下（さおしか然、1995年5月11日号-2000年11月9日号）
- 人妻出会い頭系（華桜小桃）
- 風俗どんぶり（山崎大紀）
- 東京ポルノ（近藤ひじき）
- 白衣な彼女（たかの宗美）＝隔号掲載　※みこすり半劇場別館から移籍 → 「主任がゆく！スペシャル」へ移籍
- 便利屋みみちゃん（吾妻ひでお）＝隔号掲載　※みこすり半劇場別館から移籍
- 特命女子アナ 並野容子（柳沢きみお）
- 小料理ママ（柿内ゆきち）
- チャイナさんち（日高トモキチ）
- コイチの人性劇場（えんどコイチ）
- マゾっ娘メグちゃん（美月りよ）
- 雷とマンダラ（雷門獅篭）※本当にあった笑える話創刊に伴い同誌へ移籍
- 危な過ぎる風俗体験ルポ（危過）
- 無くて七癖（黒金魚）
- しっぽりドーテー中学生（春吉86%）
- ら～まん（しらとりだいすけ）※本当にあった笑える話創刊に伴い同誌へ移籍
- ミセスぎな奥さん（華桜小桃）
- たのしいダメ人間祭り!!（森野いずみ）
- 桜木さゆみの本当にあった笑える話（桜木さゆみ）※本当にあった笑える話創刊に伴い同誌へ移籍
- 猫じゃら毛（桜木さゆみ）
- 不倫のススメ（高梨鉄平）
- 放課後キッチン（水田恐竜）
- ボツにするならしろ!（新徳一人）[注釈 4]
- いい気なもんだぜ（あべこうじ、1992年4月23日号-2001年9月27日号）[注釈 5]